# Juan Abarca Cidón
Juan Abarca Cidón (Madrid, 1971) es médico, abogado y empresario español. Preside el grupo HM Hospitales y la empresa de peritación sanitaria Promede. Es el presidente de la fundación del Instituto para el Desarrollo e Integración de la Sanidad (IDIS), del sector privado sanitario, además de otros cargos en el sector. Es autor de diversos ensayos y colaborador en varios medios de comunicación. 

## Biografía
Hijo de Juan Abarca Campal y Carmen Cidón, médicos fundadores del grupo hospitalario HM Hospitales, presidido por Abarca Cidón desde 2016.
Tras licenciarse en Medicina en la Universidad Complutense de Madrid (1989-1995), se especializó en Medicina Familiar y comunitaria, en el Hospital Universitario Puerta de Hierro (1996-1998), y se doctoró en la Universidad CEU San Pablo (2017) con una tesis sobre la gestión del sistema sanitario —Análisis de la Ley General de Sanidad en el Siglo XXI: Propuestas para un modelo sostenible—, obteniendo la calificación de sobresaliente cum laude. Simultáneó los estudios en Medicina con los de Derecho, licenciándose de estos últimos, en la Universidad CEU San Pablo (1996-2000).
Codirige el máster Universitario en Valoración del Daño Corporal, Pericia Médica y Resolución Extrajudicial de Conflictos de Responsabilidad Sanitaria en la Universidad Camilo José Cela.
Desde  Promede (Profesionales de la medicina y el derecho) ha fomentado la reglamentación y formación para los sistemas de peritaje médico judicial. Fue uno de los fundadores de IDIS (Instituto para la integración y el desarrollo de la sanidad ) y es su presidente desde 2019.  Durante la pandemia de COVID-19 su columna "Diario de la resistencia"  y sus "partes de guerra" generaron un amplio debate en redes sociales.
Es vicepresidente de la Asociación Española de Derecho Sanitario, y formó parte del Consejo Asesor del Ministerio de Sanidad durante el gobierno del Partido Popular (2012-2019).
Ha publicado diversos ensayos sobre la gestión sanitaria. Es colaborador  de los diarios El Español, y ABC, y de otros medios.

## Premios
- XXVI Premio Emprendedor del Año de EY por la Zona Centro (2023).[17]
- Madrileño del Año (2023).[18]
- Medalla de Honor - Premio Asociación Española de Directivos de Recursos Humanos (2021).[19]
- IX Premio Reflexiones (2014).[20]

## Publicaciones
- Abarca Cidón, J.  El sistema sanitario español. De sus orígenes hasta nuestros días, Ed. Esfera de los libros, 2019.[21]
- Abarca Cidón, J. y Pérez Iñigo, F. Un modelo de hospital. Ed. Ars Médica, 2001 (4 ediciones).[22]
- Abarca Cidón, J. y Juan-Peláez, F.  Actuación profesional en el ámbito hospitalario, Ed. Aula Salud Siglo XXI, 2003.
- VV.AA., Reflexiones sobre la colaboración pública-privada en atención sanitaria. Ed. Raiz Publicidad, 2018
- VV.AA., Propuestas de fortalecimiento del sistema nacional de salud en la era postcovid.  Ed. Merck Salud, 2021